# Matka Boska ze Św. Antonim Pustelnikiem i modlącym się fundatorem
Matka Boska ze Św. Antonim Pustelnikiem i modlącym się fundatorem (niderl. Staande Maria met kind en de H. Antonius met stichter) – obraz olejny na desce niderlandzkiego malarza niemieckiego pochodzenia Hansa Memlinga.

## Opis
Prace Memlinga wykonane dla Tommasa Portinariego m.in. Portrety Tommasa Portinari i Marii Baroncelli i Męka Chrystusa zaowocowały kolejnymi zamówieniami dla malarza. Dla jednego zamożnego mocodawcy wykonał samodzielną tablicę epitafijną lub wotywną z wizerunkiem Marii z Dzieciątkiem i klęczącym przed nią donatorem. Memling przy tworzeniu obrazu wzorował się na uznanych mistrzach: Janie van Eycku z obrazów którego zaczerpną kompozycję (Madonna Maelbeke) oraz pozę Dzieciątka (Madonna kanclerza Rolina) i Petrusa Christusa. Wzorce jakie czerpał od tych malarzy sprowadzał do prostszej formy łącząc całopostaciowy portret fundatora z wizerunkiem Madonny. Obraz stanowi początek serii dzieł autorstwa Memlinga przedstawiających Madonnę ze świętymi.